# Bòtev
El mont Bòtev (en búlgar: Връх Ботев, Vrah Bòtev) és una muntanya de 2.376 m d'alçada, i és el cim més alt de la Serralada dels Balcans. Es troba a la zona central del país i forma part del Parc Nacional dels Balcans Centrals.
Fins al 1950, quan va ser reanomenada en honor del poeta i revolucionari Khristo Bòtev, el pic s'anomenava Iumrúktxal (Юмрукчал, del turc otomà Yumrukçal, "un pic semblant a un puny").
Al cim s'hi troben una estació meteorològica i una antena de ràdio que cobreix el 65% del país. La temperatura mitajana és de -8,9 °C al gener i de 7,9 °C al juliol.